# 新井里美
新井 里美（あらい さとみ、1980年7月4日 - ）は、日本の女性声優。埼玉県与野市（現：さいたま市中央区）出身。新井声作所代表。夫は声優の下山吉光。

## 経歴
高校時代は放送部と図書館に入り浸っていたが、声にコンプレックスを抱き、居心地の悪さを感じていたという。「欽ちゃんの全日本仮装大賞」にも出場していた（1997年、第51回・作品18番）。
埼玉県立浦和西高等学校卒業後、大学へ進学する予定だったが、諸事情により進学を断念。改めて進路について考えたところ、小さい頃から「声が変だ」と言われていたこと、高校時代の文化祭で映画『天使にラブ・ソングを2』で歌って踊るシスターを演じて舞台に立ち、声を張り上げたことから、その声を生かして何か大きなことを成し遂げようという結論に至り、声優になるべく専門学校東京アナウンス学院放送声優科へ通う。卒業後はゆーりんプロに所属。
当時、専門学校に講師として来ていたディレクターが洋画『私はケイトリン』を担当することになったことから声をかけてもらい、オーディションを受けて合格。2001年に『私はケイトリン』の主人公・ケイトリン役の吹き替えで声優デビュー。活動初期は吹き替えを中心に活動していたが、2005年頃からアニメでの声優活動も増えた。
『とある魔術の禁書目録』シリーズでは白井黒子の声を演じ、共演した伊藤かな恵と共に、第5回声優アワード「助演女優賞」を受賞した。
2010年6月28日の自身のブログで、当面の間休養することを発表（ただし当初は7月のみ週1回日曜日のみ更新、8月からの再開を宣言していた）。また、一部の持ち役には代役が置かれている（後述）。
2012年1月、それまで所属していたゆーりんプロを離れてフリーで活動することを発表。
2012年3月30日にブログで、2008年に結婚していた事、1歳9か月になる男児がいることを明らかにした。公表が遅れたのは、諸事情もあったが、公表してもいいものかと悩んでいたのが一番の理由で、年々ファンとの距離が近づき、メールマガジンの発行を契機に結婚および出産の事実を公表するに至ったと説明した。
2016年2月、声優事務所の新井声作所を立ち上げ、その代表に就任する。

## 人物・エピソード
愛称はさとみん、（プリプリ）サトミーなど呼ばれてるが、本人はさとみっこと呼んで欲しいとのことである。
趣味は日記、手紙を書くこと、映画鑑賞、写真を撮る、体操。特技は呼び込み、料理全般、早口言葉。資格は剣道初段、書道三段、普通自動二輪。
結婚後に鉄道に興味を持つようになり、自身のブログやTwitterで度々鉄道の話題を挙げている。また、幼少時代には祖父が購読していた鉄道ファンをよく読んでいたという。

### 代役
新井の妊娠・出産による休業中に、持ち役の一部は以下の声優が担当している。
| 後任       | 役名             | 作品                     | 後任の初出演                   | 復帰時期                            |
| ---------- | ---------------- | ------------------------ | ------------------------------ | ----------------------------------- |
| 小桜エツ子 | 納豆小僧         | 『ぬらりひょんの孫』     | 第9話                          | 第21話                              |
| 豊崎愛生   | ペケ             | 『To LOVEる -とらぶる-』 | 『もっとTo LOVEる -とらぶる-』 | 『To LOVEる -とらぶる- ダークネス』 |
| 中原麻衣   | ビスカ・ムーラン | 『FAIRY TAIL』           | 第44話                         | 第71話                              |

## 出演
太字はメインキャラクター。

### テレビアニメ
2003年
- 金色のガッシュベル!!（子ども）
- デジモンフロンティア（トレイルモン〈モール〉）
- マーメイドメロディーぴちぴちピッチ（2003年 - 2004年、ココ、女漫才師B、女子生徒A） - 2シリーズ
- 円盤皇女ワるきゅーレ 十二月の夜想曲（女生徒D）
- onちゃん夢パワー大冒険!（マミ）

2004年
- アークエとガッチンポー（2004年 - 2005年、ジャスミン、プリプリクラゲ） - 2シリーズ
- 蒼穹のファフナー（要咲良）

2005年
- 地獄少女（菅野純子）
- 灼眼のシャナ（2005年 - 2011年、燐子、巨大キューピー） - 3シリーズ
- スターシップ・オペレーターズ（七瀬ユキノ）
- とっとこハム太郎（きのこちゃん）
- トリニティ・ブラッド（ジニー）
- ビューティフル ジョー（メリー、チェリー・ブロッサム）
- まじめにふまじめ かいけつゾロリ（2005年 - 2006年、蜘蛛女、ネリー、婦人、モリカ、紫ナジョー、園児、赤ナジョー、若草ナジョー、キリ子、リーズ）
- ポケットモンスター アドバンスジェネレーション（ツグヨ）
- まほらば〜Heartful days（蒼葉梢 / 赤坂早紀 / 金沢魚子 / 緑川千百合 / 紺野棗）
- LOVELESS（女生徒、ママ、マスター）
- ルパン三世 天使の策略 〜夢のカケラは殺しの香り〜（ボンバー・リンダ）

2006年
- 金色のコルダ シリーズ（2006年 - 2009年、高遠美緒） - 2シリーズ
- コードギアス 反逆のルルーシュ（2006年 - 2008年、篠崎咲世子、アナウンサー、アナウンス、リポーター、ノネット・エニアグラム） - 2シリーズ
- コヨーテ ラグタイムショー（マーチ、セプ）
- ゼロの使い魔（2006年 - 2012年、フレイム、ヴェルダンデ、ロビン、コウモリ、モートソグニル、シルフィード） - 4シリーズ
- タクティカルロア（阿古屋真秋）
- RAY THE ANIMATION（真美）

2007年
- 銀魂（2007年 - 2018年、脇薫、エリザベスの妻） - 3シリーズ
- 東京魔人學園剣風帖 龖（桜井小蒔） - 2シリーズ
- のだめカンタービレ（菅沼沙也）
- ヒロイック・エイジ（ビー・ノ・ビー、セメレー）
- BLUE DRAGON（主人の影）
- ポケットモンスター ダイヤモンド&パール（ミル）
- 魔人探偵脳噛ネウロ（アナウンサー）
- 名探偵コナン（2007年 - 2021年、ウェイトレス、大庭茜、鏡堂妙子、マネージャー）

2008年
- クリスタル ブレイズ（マナミ）
- シゴフミ（四ツ木七恵）
- しゅごキャラ!（スノッペ）
- とある魔術の禁書目録（2008年 - 2019年、白井黒子） - 3シリーズ
- To LOVEる -とらぶる-（2008年 - 2015年、ペケ） - 3シリーズ
- 二十面相の娘（トメ）
- ネットゴーストPIPOPA（2008年 - 2009年、ポット）
- 伯爵と妖精（ブラウニーA）

2009年
- 大正野球娘。（アンナ・カートランド）
- とある科学の超電磁砲（2009年 - 2020年、白井黒子） - 3シリーズ
- 花咲ける青少年（ナジェイラ）
- ヒゲぴよ（ママ）
- FAIRY TAIL（2009年 - 2025年、ビスカ・ムーラン、ゴブリン、アスカ、大白巫女） - 4シリーズ

2010年
- オオカミさんと七人の仲間たち（ナレーション〈天の声〉）
- 生徒会役員共（2010年 - 2014年、畑ランコ） - 2シリーズ
- ぬらりひょんの孫（2010年 - 2011年、納豆小僧） - 2シリーズ
- 迷い猫オーバーラン!（鈴木）

2011年
- これはゾンビですか?（クラゲメガロ）
- SKET DANCE（ゲーちゃん）
- 猫神やおよろず（灯媛〈繭の母〉）
- 花咲くいろは（押水佳代子）
- メタルファイト ベイブレード 4D（ティティ）

2012年
- イクシオン サーガ DT（ガブリエラ）
- キルミーベイベー（エトセトラガール）
- 咲-Saki- シリーズ（2012年 - 2014年、花田煌） - 2シリーズ
- さくら荘のペットな彼女（2012年 - 2013年、空太の母〈神田明子〉）
- 人類は衰退しました（妖精さん）
- 戦国コレクション（赤いドレスの女）
- ドラえもん（テレビ朝日版第2期）（安雄、ジケン爆弾）
- 這いよれ! ニャル子さん（2012年 - 2013年、シャンタッ君、イス香） - 2シリーズ
- ひだまりスケッチ×ハニカム（鶯谷先生）

2013年
- 問題児たちが異世界から来るそうですよ?（白夜叉）
- はいたい七葉（テンペラー星人、マジムンB）
- ぼくは王さま（ナレーション）
- アイカツ!（レポーター）
- 恋愛ラボ（杉原先生）
- ワルキューレ ロマンツェ（アン）
- ストライク・ザ・ブラッド（ベアトリス・バスラ－）
- 最強銀河 究極ゼロ（バナーナ）

2014年
- カリーノ・コニ（コニ）
- クレヨンしんちゃん（美樹、楽句院蝶子）
- シドニアの騎士（2014年 - 2015年、ヒ山ララァ） - 2シリーズ
- 白銀の意思 アルジェヴォルン（リーズ・ロデリック）
- スペース☆ダンディ（用務員の妻）
- 世界征服〜謀略のズヴィズダー〜（婆）
- selector infected WIXOSS（エルドラ） - 2シリーズ
- ノーゲーム・ノーライフ（メイド）
- 魔法少女大戦（モ助）
- メカクシティアクターズ（アザミ / 薊）

2015年
- 幸腹グラフィティ（内木の母）
- ジュエルペット マジカルチェンジ（とき子）
- 下ネタという概念が存在しない退屈な世界（早乙女乙女）
- 新妹魔王の契約者 BURST（リングアナウンサー）
- 蒼穹のファフナー EXODUS（要咲良 / 近藤咲良）
- 対魔導学園35試験小隊（杉波朱雀）
- 干物妹!うまるちゃん（ナレーター）
- 魔法少女リリカルなのはViVid（エルス・タスミン）
- みりたり!（まもちゃん）
- ゆるゆり さん☆ハイ!（北宮初美）

2016年
- Re:ゼロから始める異世界生活（2016年 - 2025年、ベアトリス） - 5シリーズ / 2020年に第1期新編集版が放送
- アクティヴレイド -機動強襲室第八係- 2nd（アビゲイル・マルチネス）
- 甘々と稲妻（飯田恵）
- あんハピ♪（梅婆さん）
- 食戟のソーマ シリーズ（2016年 - 2017年、リュシ・ユゴー） - 2シリーズ
- ステラのまほう（椎奈の母）
- テイルズ オブ ゼスティリア ザ クロス（シアリーズ）
- ViVid Strike!（エルス・タスミン）
- ヘヴィーオブジェクト（ワイディーネ＝アップタウン）
- ヘボット!（2016年 - 2017年、ボキャ美、土星ババア / サートゥルヌス、チマチマチ子、ピココ、メイドーにょ3号 / ネコ魔女、ウラミジーヌ・ヘボコフ）
- 魔法少女育成計画（マジカロイド44）
- 魔法つかいプリキュア!（2016年 - 2025年、魔法の水晶） - 2シリーズ

2017年
- おじゃる丸（タナカコシヨ）
- タイムボカン24（侍女）
- ベルセルク（イバレラ）
- 覆面系ノイズ（久瀬月果）
- モンスターハンター ストーリーズ RIDE ON（ティティ）
- 魔法陣グルグル（ピカビア）
- ネト充のススメ（ナレーション）

2018年
- 3月のライオン（高城の母）
- オーバーロード シリーズ（2018年 - 2022年、ペストーニャ・ショートケーキ・ワンコ） - 2シリーズ
- ポプテピピック（魔法使い〈第2話Bパート〉） - 顔出し出演あり
- 宇宙戦艦ティラミス（シゲルコ・ホンダ、チビ〈宇宙チワワ〉小型犬）
- ひそねとまそたん（絹番莉々子）
- HUGっと!プリキュア（2018年 - 2019年、ビシン）
- 悪偶 -天才人形-（ダンスのおばさんA）
- ハイスコアガール（2018年 - 2019年、矢口なみえ） - 2シリーズ
- 人外さんの嫁（六・七）

2019年
- 異世界かるてっと（2019年 - 2020年、ベアトリス） - 2シリーズ
- RobiHachi（グラマラスちゃん）
- キラッとプリ☆チャン（昭和子、平成子、メイ、ジーコ）
- 通常攻撃が全体攻撃で二回攻撃のお母さんは好きですか?（白瀬 / シララセ / シラーセ）
- コップクラフト（ルー）
- 魔入りました!入間くん（2019年 - 2023年、ストラス・スージー、エリマキトカゲモドキ） - 3シリーズ
- 警視庁 特務部 特殊凶悪犯対策室 第七課 -トクナナ-（女）
- デュエル・マスターズ!!（預言者チュリス）

2020年
- はてな☆イリュージョン（マライア・グレーネ）
- 痛いのは嫌なので防御力に極振りしたいと思います。（2020年 - 2023年、カナデ、先生） - 2シリーズ
- 群れなせ!シートン学園（揚揚）
- 波よ聞いてくれ（中原芽衣子）
- 魔王城でおやすみ（ネコスタンプ）

2021年
- EX-ARM エクスアーム（宗像香織）
- 半妖の夜叉姫（おばば）
- すばらしきこのせかい The Animation（ヤシロ / 八代卯月）
- セブンナイツ レボリューション -英雄の継承者-（レイチェル）
- EDENS ZERO（2021年 - 2023年、カウチポ） - 2シリーズ
- 進化の実〜知らないうちに勝ち組人生〜（羊さん、ナレーション）

2022年
- 賢者の弟子を名乗る賢者（リリィ）
- 境界戦機（高柳ユウナ）
- BIRDIE WING -Golf Girls' Story-（2022年 - 2023年、伊勢芝九葉） - 2シリーズ
- 新米錬金術師の店舗経営（エルズ）

2023年
- あやかしトライアングル（二ノ曲ポ之助）
- 冒険大陸 アニアキングダム（アミン、動物たち）
- 山田くんとLv999の恋をする（佐々木 母）
- 五等分の花嫁∽（菊ちゃん）
- 川越ボーイズ・シング（出井美空）

2024年
- スナックバス江（女魔導士）
- Lv2からチートだった元勇者候補のまったり異世界ライフ（フフン）
- ダンジョンの中のひと（ビンキー）
- この世界は不完全すぎる（アカネ）
- 結婚するって、本当ですか（拓也の祖母）
- 夏目友人帳 漆（一つ目の妖怪）
- BEYBLADE X（2024年 - 2025年、目ヶ岡先生）

2025年
- mono（春乃の祖母 / ハム乃の祖母）
- プリンセッション・オーケストラ（グリムさん）
- ウィッチウォッチ（清宮節子）
- 9-nine- Ruler’s Crown（ソフィーティア）

### 劇場アニメ
2000年代
- アークエとガッチンポー THE MOVIE チェルシーの逆襲（2005年、ジャスミン）
- 機動戦士Ζガンダム（2005年 - 2006年、ファ・ユイリィ、ハロ、チェーミン・ノア） - 3作品
- 劇場版 灼眼のシャナ（2007年、燐子）

2010年代
- 蒼穹のファフナー HEAVEN AND EARTH（2010年、要咲良）
- 劇場版 とある魔術の禁書目録 -エンデュミオンの奇蹟-（2013年、白井黒子）
- 映画 魔法つかいプリキュア! 奇跡の変身!キュアモフルン!（2016年、魔法の水晶）
- ポッピンQ（2016年、ルピイ）
- 劇場版 生徒会役員共（2017年 - 2021年、畑ランコ） - 2作品
- コードギアス 反逆のルルーシュ I - III（2017年 - 2018年、篠崎咲世子） - 3部作
- コードギアス 復活のルルーシュ（2019年、篠崎咲世子）

2020年代
- シドニアの騎士 あいつむぐほし（2021年、ヒ山ララァ）
- 宇宙の法-エローヒム編-（2021年、セラフィム）
- 機動戦士ガンダム ククルス・ドアンの島（2022年、ミライ・ヤシマ、ハロ、キッカ・キタモト）
- 劇場版 異世界かるてっと 〜あなざーわーるど〜（2022年、ベアトリス）

### OVA
2008年
- 名探偵コナン 女子高生探偵 鈴木園子の事件簿（西崎栄子）

2009年
- To LOVEる -とらぶる- OVA（2009年 - 2010年、ペケ） - コミックス第13・14・15・18巻限定版

2010年
- とある科学の超電磁砲（白井黒子）
- 百合星人ナオコサン（ナオコサン）

2011年
- 生徒会役員共（2011年 - 2014年、畑ランコ） - コミックス第10巻限定版、『帰ってきた生徒会役員共』
- FAIRY TAIL（ビスカ・ムーラン）
- 名探偵コナン ロンドンからの秘指令（清野千春）

2012年
- コープスパーティー Missing Footage（2012年 - 2013年、篠原世以子） - 2作品
- この男子、人魚ひろいました。（洲の母、電話の声）
- To LOVEる -とらぶる- ダークネス（2012年 - 2016年、ペケ） - コミックス第5・6・9・12・16・17巻限定版

2013年
- キルミーベイベー（エトセトラガール） - ベストアルバムCDに同梱
- 波打際のむろみさん（若菜ちえり） - コミックス第9巻DVD付特装版
- 問題児たちが異世界から来るそうですよ? 〜温泉漫遊記〜（白夜叉） - 小説第8巻Blu-ray同梱版

2015年
- 機動戦士ガンダム THE ORIGIN（2015年 - 2018年、ハロ） - 2019年に再編集作品『THE ORIGIN 前夜 赤い彗星』テレビ放送
- 這いよれ! ニャル子さんF（シャンタッ君）

2017年
- ViVid Strike!（エルス・タスミン） - 第2・4巻
- GRANBLUE FANTASY The Animation Extra 2（お母さん）

2018年
- Re:ゼロから始める異世界生活 Memory Snow（ベアトリス）

2019年
- ハイスコアガール（矢口なみえ）
- 蒼穹のファフナー THE BEYOND（近藤咲良）

2023年
- 蒼穹のファフナー BEHIND THE LINE（要咲良）

### Webアニメ
2010年代
- ゾンミちゃん（2016年、ネクロ）
- 異世界居酒屋〜古都アイテーリアの居酒屋のぶ〜（2018年、エーファの弟、コローナ）
- 弱酸性ミリオンアーサー（ヒョウ1、エレイン）
- ざしきわらしのタタミちゃん（2020年、大家）
- Re:ゼロから始める休憩時間 2nd season（2020年、ベアトリス）

2020年代
- 極主夫道（2021年、主婦A、主婦）

### ゲーム
2005年
- 蒼穹のファフナー（要咲良）
- 水の旋律（2005年 - 2006年、日下部仁美） - 2作品
- クラッシュ・バンディクー がっちゃんこワールド（ココ・バンディクー）
- SIMPLE2000シリーズ Vol.91 THE ALL★STAR格闘祭（プリンセス・シャバル）

2006年
- デジモンセイバーズ アナザーミッション（児童）

2007年
- SDガンダム GGENERATION（2007年 - 2025年、ファ・ユイリィ、フローレンス・キリシマ） - 7作品
- ガンダム バトルクロニクル（ファ・ユイリィ）
- ガンダム無双（ファ・ユイリィ）
- すばらしきこのせかい（八代卯月）

2008年
- ガンダムバトルユニバース（ファ・ユイリィ）
- コードギアス 反逆のルルーシュ LOST COLORS（篠崎咲世子、ノネット）
- スーパーロボット大戦A PORTABLE（ファ・ユイリィ）
- スーパーロボット大戦Z（ファ・ユイリィ）
- テイルズ オブ ヴェスペリア（ゴーシュ、クローム、シルフ）
- To LOVEる -とらぶる- ワクワク！林間学校編 / ドキドキ！臨海学校編（ペケ、女優） - 2作品

2009年
- 大正野球娘。 〜乙女達乃青春日記〜（アンナ・カートランド）
- PIPOPA×DS@ダイボウケン!!!（ポット）

2010年
- 機動戦士ガンダム エクストリームバーサス（2010年 - 2016年、ハロ〈1st〉、ファ・ユイリィ） - 3作品
- コープスパーティー ブラッドカバー リピーティッドフィアー（篠原世以子）

2011年
- コープスパーティー Book of Shadows（篠原世以子）
- 第2次スーパーロボット大戦Z 破界篇（ファ・ユイリィ）
- とある魔術の禁書目録（白井黒子）
- とある科学の超電磁砲（白井黒子）
- 萌え萌え大戦争☆げんだいばーん（碧）
- 萌え萌え大戦争☆げんだいばーん+（碧）
- 萌え萌え大戦争☆げんだいばーん 3D（碧）

2012年
- コープスパーティー -THE ANTHOLOGY- サチコの恋愛遊戯♥Hysteric Birthday 2U（篠原世以子）
- 第2次スーパーロボット大戦Z 再世篇（ファ・ユイリィ）
- タイムトラベラーズ（北条百合華）
- 特殊報道部（松久七海）
- FAIRY TAIL ゼレフ覚醒（ビスカ・ムーラン）
- ブレイブリーデフォルト フライングフェアリー（メフィリア・ヴィーナス）
- 萌え萌え大戦争☆げんだいばーん++（碧）
- 嫁コレ（白井黒子）

2013年
- 碧空のグレイス（キャラクターボイス〈女〉-04）
- 咲-Saki- 阿知賀編 episode of side-A Portable（花田煌）
- スーパーロボット大戦UX（要咲良）
- とある魔術と科学の群奏活劇（白井黒子）
- MIND≒0（アンダーテイカー）
- ブレイブリーデフォルト フォーザ・シークウェル（メフィリア・ヴィーナス）
- 名探偵コナン マリオネット交響曲（島崎可南子）
- リング☆ドリーム 女子プロレス大戦（リリィ・ライアン）

2014年
- オメガクインテット（アユミ）
- コアマスターズ（シュア・デ・パラモス）
- コープスパーティー BLOOD DRIVE（篠原世以子）
- 神撃のバハムート（ドクチェス）
- 82Hブロッサム（宮原凛）
- 第3次スーパーロボット大戦Z 時獄篇 / 天獄篇（ファ・ユイリィ）

2015年
- 英雄伝説 空の軌跡 FC Evolution（ドロシー・ハイアット）
- コープスパーティー ブラッドカバー リピーティッドフィアー 3DS版（篠原世以子）
- 咲-Saki- 全国編（花田煌）
- 白猫プロジェクト（シャンピニオン・プワゾン、ソアラ・パノス）
- セブンナイツ（不滅の化身 レイチェル）
- 電撃文庫 FIGHTING CLIMAX IGNITION（白井黒子）
- ブレイブリーセカンド（メフィリア・ヴィーナス）
- ルミナスアーク インフィニティ（フェイラン）
- To LOVEる -とらぶる- ダークネス トゥループリンセス（ペケ）

2016年
- テイルズ オブ ベルセリア（シアリーズ / セリカ・クラウ）
- ベルセルク無双（イバレラ）
- 世界樹の迷宮V 長き神話の果て

2017年
- ガンダムバーサス（ハロ〈1st〉、ファ・ユイリィ）
- 逆転オセロニア（ユエファ）
- グリモアA〜私立グリモワール魔法学園〜（白井黒子、ベアトリス）
- 真・女神転生 DEEP STRANGE JOURNEY（ティアマト、マリア）
- スーパーロボット大戦V（ファ・ユイリィ）
- ファイアーエムブレム ヒーローズ（2017年 - 2024年、ロキ）
- ポコロンダンジョンズ（白井黒子）
- ラジアントヒストリア パーフェクトクロノロジー（プロテア）
- Re:ゼロから始める異世界生活 -DEATH OR KISS-（ベアトリス）

2018年
- 電脳戦機バーチャロン×とある魔術の禁書目録 とある魔術の電脳戦機（白井黒子）
- モン娘☆は〜れむ（マチルダ）
- スーパーロボット大戦X（ファ・ユイリィ）
- 京刀のナユタ（寝治麻咲）
- 電撃文庫：CROSSING VOID（白井黒子） - 海外向けアプリゲーム
- 機動戦士ガンダム エクストリームバーサス2（2018年 - 2025年、ハロ〈1st〉、ファ・ユイリィ） - 4作品

2019年
- スーパーロボット大戦T（ファ・ユイリィ）
- Witch's Weapon-魔女兵器-（ソヤ・エンジェルス）
- とある魔術の禁書目録 幻想収束（白井黒子）
- クイズRPG 魔法使いと黒猫のウィズ（白井黒子）
- クラッシュフィーバー（白井黒子）
- スーパーロボット大戦DD（ファ・ユイリィ）
- Epic Seven-エピックセブン-（ヘイゼル）

2020年
- 痛いのは嫌なので防御力に極振りしたいと思います。〜らいんうぉーず！〜（カナデ）
- チェインクロニクル3（白井黒子）
- ユニゾンリーグ（白井黒子）
- 天華百剣 -斬-（白井黒子）
- 非人類学園 Extraordinary Ones（白井黒子）
- ステラクロニクル（カリドラ）
- 白猫テニス（ベアトリス）
- Re:ゼロから始める異世界生活 Lost in Memories（ベアトリス）
- グランドサマナーズ（ベアトリス）
- 誰ガ為のアルケミスト（ベアトリス）
- イリュージョンコネクト（志岐八）
- THE KING OF FIGHTERS ALLSTAR（レイチェル）
- ドラゴンクエストX いばらの巫女と滅びの神 オンライン（極天女帝）

2021年
- Re:ゼロから始める異世界生活 偽りの王選候補（ベアトリス）
- 七つの大罪 〜光と闇の交戦〜（ベアトリス）
- 9-nine-（ソフィーティア）
- ブラック・サージナイト（夕張）
- ガールズコントラクト（ユーノ、カノノ）
- sin 七つの大罪 X-TASY（ディキシー）
- テイルズ オブ ザ レイズ（ゴーシュ）
- Re:ゼロから始める異世界生活 禁書と謎の精霊（ベアトリス）
- 新すばらしきこのせかい（ヤシロ）
- 結城友奈は勇者である 花結いのきらめき（白井黒子）
- シドニアの騎士 掌位ノ絆（ヒ山ララァ）
- ぷよぷよ!!クエスト（ベアトリス）
- クッキーラン: キングダム（キャロット味クッキー）
- コードギアス Genesic Re;CODE（篠崎咲世子）
- モンスターストライク（2021年 - 2024年、ベアトリス、ゼーレ、白井黒子）
- スーパーロボット大戦30（ファ・ユイリィ）
- セブンナイツ2（レイチェル）
- 機動戦士ガンダム U.C. ENGAGE（2021年 - 2023年、ミライ・ヤシマ、ハロ、キッカ・キタモト、ファ・ユイリィ）
- ポーカーチェイス（ロゼッタ・ナイトレイン）

2022年
- 麻雀一番街（三宅環奈、九鬼蓮心）
- チョコボGP（シヴァ、シルフ、アスラ）
- ユグドラ・レゾナンス（サンドレア）
- コードギアス 反逆のルルーシュ ロストストーリーズ（2022年 - 2023年、篠崎咲世子、ノネット・エニアグラム）
- Fate/Grand Order（2022年 - 2024年、サンチョ）
- セガNET麻雀 MJ / Arcade（花田煌） - 2作品
- 東方ダンマクカグラ（ドレミー・スイート）
- Re:ゼロから始める異世界生活 INFINITY（ベアトリス）
- ドラゴンクエスト トレジャーズ 蒼き瞳と大空の羅針盤（ミューシャ）

2023年
- ボンバーガールRAINBOW（チグサ）
- ブルーアーカイブ -Blue Archive-（2023年 - 2024年、姫木メル）
- アサルトリリィ Last Bullet（白井黒子）
- 幻塔（篁）

2024年
- エーテルゲイザー（禄良）
- ゼンレスゾーンゼロ（アレクサンドリナ）
- フェスティバトル（ソアラ）
- グランブルーファンタジー（オルトルート）
- 妖怪ウォッチ ぷにぷに（ベアトリス）

2025年
- エンバーストーリア（マエル＝イッド）

時期未定
- デュエットナイトアビス（タビテ）

### 同人ゲーム
- はじめてのノベルゲーム（2016年、マッチャ[192]）

### ドラマCD
- 痛いのは嫌なので防御力に極振りしたいと思います。ドラマCD「防御特化と隠しダンジョン。」（カナデ）※小説第11巻ドラマCD付き特装版
- ウルトラ怪女子（テンペラー星人）
- 英雄伝説 空の軌跡 ドラマCD（ドロシー・ハイアット）
  - 〜去り行く決意〜
  - 〜繋がる絆〜
- 俺フェチ 〜いちごちゃん気をつけて! ドラマCD『くっちー、気をつければ?』っの巻（いちごのママ）
- 霧雨が降る森 ドラマCD 一粒目の雨（ことりおばけ[193]）
- 賢者の弟子を名乗る賢者（リリィ[194]）
- コープスパーティー・ブラッドカバー 第1・2巻（篠原世以子）
- 地獄堂霊界通信（平塚真）※コミックス第6巻ドラマCD付き特装版
- 戦国IXA ドラマCD -絆- シリーズ（於大の方役（ナレーション））
- 蒼穹のファフナー ドラマCD 1 STAND BY ME（要咲良）
- 出番ですよ! カグヤさま（レグジオネータ[195]）※小説第2巻ドラマCD付き限定特装版
- テイルズ オブ ヴェスペリア ドラマCD Vol.1
- とある魔術の禁書目録シリーズ（白井黒子）
- とある科学の超電磁砲 アーカイブスシリーズ（白井黒子）
  - とある科学の超電磁砲 アーカイブス1 - 3
- To LOVEる -とらぶる-シリーズ（ペケ）
- 星くず英雄伝（カンナ[196]）
- 魔法少女リリカルなのは Reflection ドラマCD付き特別鑑賞券【フェイト&アリサ&すずか編＋ボーナストラック ViVid Strike! リンネ編】（エルス・タスミン）
- まほらば -Heartful Days-（蒼葉梢）
  - ボーカル&ドラマアルバム「鳴滝荘へ、いらっしゃい」
  - 脇役天国・・かも
- 問題児たちが異世界から来るそうですよ? ドラマCD「これがノーネームの日常のようですよ?」（白夜叉）※テレビアニメDVD・Blu-ray Vol.1限定版同梱ドラマCD
- らぶバト!（汐崎ここね[197]）

### 吹き替え

#### 担当女優
ブレンダ・ソング
- アイドル追っかけ大作戦!（ナターシャ）
- スイート・ライフシリーズ（ロンドン・ティプトン）
  - スイート・ライフ
  - スイート・ライフ オン・クルーズ
  - スイート・ライフ/ザ・ムービー

- 22世紀ファミリー 〜フィルにおまかせ〜（ティア）

- ピクシー・ホロウ・ゲームズ 妖精たちの祭典 （クロエ）

DCスタジオ・オールスターライブ（本人役）

#### 映画
- アニマル・ハウス（シェリー〈リサ・バウアー〉）
- 愛しのアクアマリン（ヘイリー〈ジョアンナ・“ジョジョ”・レヴェスク〉）
- ヴェノム 毒蛇男の恐怖（タミー）〈ビジュー・フィリップス〉）
- 案山子男2/復讐の雄叫び（シーラ）
- 彼女はホログラム・スター（シンディ）
- キムと森のオオカミ（キム〈ユリア・ボラッコ・ブローテン〉）
- ゴーン・ガール（ノエル・ホーソーン〈ケイシー・ウィルソン〉）
- 恋のミニスカウエポン（ドミニク）〈デヴォン青木〉）
- コックリさん
- サブテラノ（モンキー）
- 7月4日に生まれて
- スケアクロウ・スレイヤー（シーラ）
- ダンス オブ テロリスト（ローラ）
- チアリーダー忍者（ヘザー）
- 小さな中国のお針子
- 月のひつじ（マリー）
- DOA/デッド・オア・アライブ
- 逃亡犯（エマ）
- トナカイのブリザード（ケイティ）
- ドミノ（カレン）
- 捕らわれた唇（ディタス）
- トンケの蒼い空
- 誘拐騒動/ニャンタッチャブル（パティ・ランドール〈クリスティーナ・リッチ〉）
- バタフライ・エフェクト3/最後の選択（ビッキー）
- バタリアン（ティナ）
- バティニョールおじさん（サラ）
- バルニーのちょっとした心配事
- ピンクパンサー（チェリー〈クリスティン・チェノウェス〉）
- ファイナル・デッドブリッジ（キャンディス・フーパー）
- フォーガットン
- フォーチュン・クッキー
- フライング・ヴァイラス（サンディ）
- マッハ!!!!!!!!（ワン）
- ミッションX（マディ〈クリステン・スチュワート〉）

#### ドラマ
- アグリー・ベティ
- WITHOUT A TRACE/FBI 失踪者を追え!（ターシャ） #8
- WITHOUT A TRACE/FBI 失踪者を追え!2（ハーリー） #24
- WITHOUT A TRACE/FBI 失踪者を追え!3（シャンタル） #14
- オール・ザット（クリスティーナ）
- 堕ちた弁護士〜ニック・フォーリン〜（ウェンディ） #13
- おとぼけスティーブンス一家（ルビー・メンデル）
- サブリナ 麗しの魔女 in ローマの休日（グエン〈タラ・ストロング〉）
- ザ・ホワイトハウス シーズン4（ゾーイ・バートレット〈エリザベス・モス〉）
- CIA:ザ・エージェンシー（ダニア）
- シカゴ・ホープ YEAR4（ジェシカ）
- シカゴ・ホープ YEAR5（ボービー）
- ナース・ジャッキー3（モーリーン）
- 犯罪捜査官ネイビーファイル（キャミィ） #221
- 私はケイトリン（ケイトリン・ゼーガー〈リンジー・フェルトン〉）[注 2]

#### テレビ番組
- ザ・ルーシー・ショー（クリス）
- ティム・ガンのファッションチェック2（メレディス・エリオット） #1

#### アニメ
- 凹凸世界（メリー）
- おちゃめな魔女サブリナ（ジェム・ストーン）
- キム・ポッシブル（ジョス）
- クリフォード（ジェダ）
- スパイダーマン 新アニメシリーズ（サリー・ジョンソン）
- チャウダー（パニーニ）
- ドラゴンブースター（キット・ウォン）
- Hi Hi Puffy AmiYumi（ハーモニー）
- 百妖譜（旱仙）

### 特撮
- 快盗戦隊ルパンレンジャーVS警察戦隊パトレンジャー（2018年、ナイーヨ・カパジャーの声[198]）

### ラジオ
※はインターネット配信。
- 愛のまほらば劇場（2004年 - 2005年、アニメ公式サイト※）
- コードギアス はんぎゃく日記（2006年 - 2008年、BEAT☆Net Radio!※）
- アルゴノート・チャンネル（2007年、ヒロイック・エイジwebラジオ※）
- アニメ『生徒会役員共』が全部わかるラジオ、略して全ラ!（2010年、アニメイトTV※）
- もえせんらじお☆げんだいばーん!（2010年 - 2011年、音泉※）
- 新井里美の千ぐらいの声を持つ女です!（2011年、バナフェス!ラジオ※）
- 新井里美の悪役だっていいじゃない！バンザイマッシュ団!（2012年、バナフェス!ラジオ※）
- アニメ『生徒会役員共』が全部わかるラジオMaxPower、略して全ラ!まっぱ!!（2012年、アニメイトTV※）
- とあるラジオの超電磁砲S（2013年、音泉※・HiBiKi Radio Station※）[199]
- ぼんやり新井里美と時々コクーボなハッピーRADIO!（2013年 - 2014年、ニコニコ動画※）
- 晴れ、時々、ぼんやり新井里美のハピラジ!（2014年 - 、ニコニコ動画※）
- アニメ『生徒会役員共*』が全部わかるラジオ Super Positive Nippon 略して全ラ！すっぽんぽん!!（2014年、アニメイトTV※）
- 生でanimelo mix〜新井里美・木戸衣吹のゆるっとあふたぬーん〜（2015年2月 - 2016年12月、animelo mixチャンネル（ニコニコ生放送）※）
- 劇場版『生徒会役員共』が全部わかるラジオ Movie promotion danger sign略して全ラ!もろだし!!（2017年、アニメイトタイムズ※）
- とあるラジオの超電磁砲T（2019年 - 2020年、音泉※）[200]

### ラジオCD
- To Loveる-とらぶるダークネス Vo.1（2013年 ゲスト出演）
- ラジオ シドニアの騎士〜綾と綾音の秘密の光合成〜 ラジオCDvol.3 （2015年 ゲスト出演）[201]）

### ナレーション
- 直撃LIVE グッディ!（フジテレビ、コーナー）
- ディズニー・チャンネル
- おやこでクッキング（2011年8月、キッズステーション）
- 世界でお仕事くらべるTV（2014年1月25日、9月7日、テレビ朝日）
- ZIP!（火曜日、2014年4月 - 2015年3月[202]）
- オレベスト!（2015年4月 - 、AT-X）ナレーション／オレベー
- ABEMA Prime 火曜→木曜担当（2016年 -（木曜担当は2018年度初期以降から） 、AbemaTV）
- ヒロシ・ヤングアワー（2018年9月 -、パチンコ★パチスロTV!）

### テレビ番組
※はインターネット配信。
- つれゲー（2010年12月18日 - 2011年2月20日、PigooHD・エンタ!371）

### その他コンテンツ
- ぱちぶい（ナレーション） - パチンコ★パチスロTV!
- みっこのガンプラつくりますの! - 週刊アスキー秋葉原限定版
  - みっこのガンプラつくりますの!ウラ - 電撃ホビーマガジン
- マルスの赤いスカーフ[203]
- CR楓魂（説子[204]）
- 声優日記 - 中日新聞夕刊コラム（2014年7月 - 、藤原啓治・田中敦子・白石稔との持ち回り）
- Go!プリンセスプリキュアミュージカルショー プリンセスランドをすくえ!（かぐや姫）
- ヒロシ・ヤングアワー（ナレーション） - パチンコ★パチスロTV!
- さいたま市広報CM ヌゥ君編（ナレーション）

## ディスコグラフィ

### アルバム
| 発売日       | タイトル          | 規格品番   |
| ------------ | ----------------- | ---------- |
| 2015年7月4日 | Friday Night Show | TTCD-7789J |

### キャラクターソング
| 発売日   | 商品名                                                                    | 歌 | 楽曲                                                  | 備考                                                             |
| 2004年   | 2004年                                                                    | 2004年 | 2004年                                                | 2004年                                                           |
| -------- | ------------------------------------------------------------------------- | --- | ----------------------------------------------------- | ---------------------------------------------------------------- |
| 4月21日  | 愛の温度℃                                                                 | 七海るちあ（中田あすみ）、宝生波音（寺門仁美）、洞院リナ（浅野まゆみ）、沙羅（植田佳奈）、かれん（小暮英麻）、ノエル（永田亮子）、ココ（新井里美）   | 「Legend of Mermaid 〜7Mermaid Version〜」            | テレビアニメ『マーメイドメロディー ぴちぴちピッチ ピュア』挿入歌 |
| 9月15日  | マーメイドメロディー ぴちぴちピッチ ピュア ボーカルコレクションピュアBOX1 | 七海るちあ（中田あすみ）、宝生波音（寺門仁美）、洞院リナ（浅野まゆみ）、沙羅（植田佳奈）、かれん（小暮英麻）、ノエル（永田亮子）、ココ（新井里美）   | 「KODOU 〜パフェクト・ハーモニー〜 7Mermaid Version」 | テレビアニメ『マーメイドメロディー ぴちぴちピッチ ピュア』挿入歌 |
| 12月15日 | マーメイドメロディー ぴちぴちピッチ ピュア ボーカルコレクションピュアBOX2 | 七海るちあ（中田あすみ）、宝生波音（寺門仁美）、洞院リナ（浅野まゆみ）、かれん（小暮英麻）、ノエル（永田亮子）、ココ（新井里美）、星羅（喜多村英梨） | 「希望の鐘音〜Love goes on〜 7Mermaid Version」       | テレビアニメ『マーメイドメロディー ぴちぴちピッチ ピュア』挿入歌 |
| 2005年   |                                                                           | |                                                       |                                                                  |
| 3月24日  | 鳴滝荘へ、いらっしゃい                                                    | 蒼葉梢（新井里美） | 「花のささやき」                                      | テレビアニメ『まほらば〜Heartful days』関連曲                    |
| 2010年   |                                                                           | |                                                       |                                                                  |
| 3月26日  | とある科学の超電磁砲 アーカイブス1                                        | 白井黒子（新井里美） | 「ですのっ！White&Black」                             | テレビアニメ『とある科学の超電磁砲』関連曲                       |
| 7月30日  | とある科学の超電磁砲 アーカイブス3                                        | 御坂美琴（佐藤利奈）、白井黒子（新井里美） | 「ギラギラNow!」                                      | テレビアニメ『とある科学の超電磁砲』関連曲                       |
| 8月27日  | 迷い猫オーバーラン！ ミュージックCD2                                      | 梅ノ森学園スパッツ派のみなさん | 「ハートのスパッツに」                                | テレビアニメ『迷い猫オーバーラン！』挿入歌                       |
| 2011年   |                                                                           | |                                                       |                                                                  |
| 7月27日  | とある魔術の禁書目録II アーカイブス3                                      | 白井黒子（新井里美） | 「ひゅん！DESTINATION」                               | テレビアニメ『とある魔術の禁書目録II』関連曲                     |
| 2018年   |                                                                           | |                                                       |                                                                  |
| 5月30日  | Le temps de la rentrée〜恋の家路（新学期）〜                              | 星野絵瑠（河瀬茉希）、絹番莉々子（新井里美）、日登美真弓（名塚佳織）                                                                                 | 「Le temps de la rentrée〜恋の家路（新学期）〜」      | テレビアニメ『ひそねとまそたん』エンディングテーマ               |
| 5月30日  | Le temps de la rentrée〜恋の家路（新学期）〜                              | 甘粕ひそね（久野美咲）、星野絵瑠（河瀬茉希） / コーラス：絹番莉々子（新井里美）、日登美真弓（名塚佳織）                                              | 「Le temps de la rentrée〜恋の家路（新学期）〜」      | テレビアニメ『ひそねとまそたん』エンディングテーマ               |
| 5月30日  | Le temps de la rentrée〜恋の家路（新学期）〜                              | 甘粕ひそね（久野美咲）、星野絵瑠（河瀬茉希）、絹番莉々子（新井里美）、日登美真弓（名塚佳織） / コーラス：貝崎名緒（黒沢ともよ）                      | 「Le temps de la rentrée〜恋の家路（新学期）〜」      | テレビアニメ『ひそねとまそたん』エンディングテーマ               |
| 5月30日  | Le temps de la rentrée〜恋の家路（新学期）〜                              | 絹番莉々子（新井里美） | 「Le temps de la rentrée〜恋の家路（新学期）〜」      | テレビアニメ『ひそねとまそたん』エンディングテーマ               |
| 5月30日  | Le temps de la rentrée〜恋の家路（新学期）〜                              | 甘粕ひそね（久野美咲）、貝崎名緒（黒沢ともよ） / コーラス：星野絵瑠（河瀬茉希）、絹番莉々子（新井里美）、日登美真弓（名塚佳織）                      | 「Le temps de la rentrée〜恋の家路（新学期）〜」      | テレビアニメ『ひそねとまそたん』エンディングテーマ               |
| 5月30日  | Le temps de la rentrée〜恋の家路（新学期）〜                              | Dパイ | 「Le temps de la rentrée〜恋の家路（新学期）〜」      | テレビアニメ『ひそねとまそたん』エンディングテーマ               |